# Marina Akobia
Marina Akobia (en russe : Марина Дазмировна Акобия), née le 12 janvier 1975 à Volgograd, est une joueuse de water-polo internationale russe. Elle remporte la médaille de bronze lors Jeux olympiques d'été de 2000 avec l'équipe de Russie.

## Palmarès

### En sélection
- Russie
  - Jeux olympiques :
    - Médaille de bronze : 2000.

  - Championnat d'Europe :
    - Troisième : 1999 et 2001.